# Sveio
Sveio ist eine Kommune im norwegischen Fylke Vestland.

## Geographie
Im Süden grenzt die Gemeinde an die Kommunen Tysvær und Haugesund (beide Rogaland), nördlich des Bømlafjordes befinden sich die Kommunen Bømlo, Stord und Kvinnherad und östlich, jenseits Ålfjordes, liegt die Kommune Vindafjord (ebenfalls in Rogaland). Die Landschaft ist geprägt durch heidebewachsene abgerundete Felsen und kleine Seen.
Die Bevölkerung wohnt in mehreren Ortschaften, die größten sind Førde, Sveio, Valevåg, Auklandshamn und Buavåg.

## Verkehr
Überregionale Bedeutung bekam die Kommune mit Fertigstellung des Trekantsambandet (norwegisch für „Dreiecksverbindung“), eine Brücken-Tunnel-Kombination, die Sveio seit 2001 mit den Inseln Stord und Bømlo verbindet, wodurch man auf mehrere Fähren verzichten konnte. Die Fahrzeit Stavanger-Bergen (E39) verkürzte sich so um über eine halbe Stunde.

## Sehenswürdigkeiten
An Sehenswürdigkeiten gibt es u. a. den Leuchtturm Ryvarden fyr und das Haus des Komponisten Fartein Valen.